# Hermadionella truncata
Hermadionella truncata är en ringmaskart som först beskrevs av Moore 1902.  Hermadionella truncata ingår i släktet Hermadionella och familjen Polynoidae. Inga underarter finns listade i Catalogue of Life.